# Boulevard Guillaume-Couture
Le boulevard Guillaume-Couture est une artère d'orientation est-ouest située à Lévis. Segment de la route 132, le boulevard traverse la ville du pont de Québec jusqu'à la municipalité de Beaumont.

## Situation et accès
Le boulevard Guillaume-Couture est l'artère locale principale de la ville de Lévis. Il traverse intégralement les arrondissements des Chutes-de-la-Chaudière-Est et de Desjardins.
Il débute à la sortie du pont de Québec, duquel Lévis est relié avec Québec via son boulevard Laurier. Le boulevard parcourt ensuite la ville sur une vingtaine de kilomètres dans un axe est-ouest. Il est parallèle à l'autoroute 20, qui se trouve environ 2 kilomètres plus au sud. Ses principales intersections sont : l'avenue des Églises, l'avenue Taniata, le chemin des Îles, la route du Président-Kennedy, la rue Monseigneur-Bourget et la route Lallemand.

## Origine du nom
La voie rend honneur à Guillaume Couture, explorateur et pionnier en Nouvelle-France. Couture fut le premier colon à s'installer en 1647 dans la seigneurie de Lauzon, sur l'actuel territoire de Lévis.

## Historique
Avant 1988, le boulevard porte le nom de « route Trans Canada » avant d'être renommé boulevard de la Rive-Sud.
Le 12 janvier 2015, le boulevard est renommé « boulevard Guillaume-Couture ».